# جورج دبليو. ويلر
جورج دبليو. ويلر (بالإنجليزية: George W. Wheeler)‏ هو قاضي ومحامي أمريكي، ولد في 1 ديسمبر 1860 في وودفيل في الولايات المتحدة، وتوفي في 27 يوليو 1932 في بريدجبورت في الولايات المتحدة.